# Abronia meledona
Espèce
Statut de conservation UICN

 EN B1ab(iii) : En danger
Abronia meledona est une espèce de sauriens de la famille des Anguidae.

## Répartition
Cette espèce est endémique du département de Jalapa au Guatemala. Elle se rencontre entre 2 200 et 2 660 m d'altitude.

## Publication originale
- Campbell & Brodie, 1999 : A new species of Abronia (Squamata: Anguidae) from the southeastern highlands of Guatemala. Herpetologica, vol. 55, no 2, p. 161-174.